# لوني هولي
لوني هولي (بالإنجليزية: Lonnie Holley)‏ هو موسيقي ومصور ورسام أمريكي، ولد في 10 فبراير 1950 في برمنغهام في الولايات المتحدة.

## وصلات خارجية
- لوني هولي على موقع ميوزك برينز (الإنجليزية)
- لوني هولي على موقع أول ميوزيك (الإنجليزية)
- لوني هولي على موقع ديسكوغز (الإنجليزية)